# Carlos Vidal Lepe
Carlos Vidal, apodado El Zorro (Valdivia, 24 de febrero de 1902 - Penco, 7 de junio de 1982) fue un futbolista chileno, que jugó como delantero. Como interior derecho, además de llamar la atención por ser un jugador cerebral, sumó sus características de jugador rápido, que sabía filtrarse en la defensa, que producía peligro, que era incansable y movía la delantera.

## Trayectoria
Nació al fútbol en 1916, en el pueblo que se crio Schwager en el club Marcos Serrano.  En 1929 Concepción ganó el Campeonato Nacional  de Fútbol, derrotando 7 – 3 a Santiago, en los Campos de Sports
Jugó en Colo-Colo  los años 1930 y 1931 y se retiró volviendo al sur a su adoptiva zona penquista.
En Audax Italiano el año 1933 con cuyo equipo realizó la llamada «gira larga» o «gira por las tres Américas», que comenzó el 29 de enero de 1933 y finalizó con el plantel regresando desde Nueva York el 25 de octubre del mismo año.
Posteriormente Magallanes, lo contrató pagando la más alta prima, considerada  en esa época como  extraordinaria : $ 17.000 (Diecisiete mil pesos)  jugó los años 1934 – 1935 y 1936.

## Selección nacional
Ha sido internacional con la Selección Chilena entre los años 1930 y 1935, debutó en el Mundial de Uruguay 1930 jugando de Entreala derecho, ubicándose entre el puntero derecho Carlos Schneberger y el centrodelantero Eberardo Villalobos. En dicho torneo  Carlos "Zorro" Vidal quedó en la historia como el autor del primer gol chileno en un Mundial, contra México (3–0), además, en el mismo partido también anotó el tercer gol a México y por otra parte en el partido contra Francia perdió un lanzamiento penal frente al arquero francés Alex Thépot, también fue estelar ante Argentina donde fueron eliminados. 
Fue nuevamente convocado para el Campeonato Sudamericano 1935, participando en todos los encuentros donde el seleccionado tuvo un pésimo rendimiento, perdiendo todos los partidos.
Fue internacional chileno en seis partidos convirtiendo 2 goles.

### Participaciones en Copas del Mundo
| Torneo               | Sede    | Resultado    | Partidos | Goles |
| -------------------- | ------- | ------------ | -------- | ----- |
| Copa Mundial de 1930 | Uruguay | Primera fase | 3        | 2     |

### Participaciones en el Campeonato Sudamericano
| Torneo                       | Sede | Resultado    | Partidos |
| ---------------------------- | ---- | ------------ | -------- |
| Campeonato Sudamericano 1935 | Perú | Cuarto lugar | 3        |

## Clubes
| Club            | País  | Año         |
| --------------- | ----- | ----------- |
| Colo-Colo       | Chile | 1930 - 1931 |
| Audax Deportivo | Chile | 1933        |
| Magallanes      | Chile | 1934 - 1936 |

## Palmarés

### Campeonatos nacionales
| Título                             | Club       | País  | Año  |
| ---------------------------------- | ---------- | ----- | ---- |
| Asociación de Football de Santiago | Colo-Colo  | Chile | 1930 |
| Primera División de Chile          | Magallanes | Chile | 1934 |
| Primera División de Chile          | Magallanes | Chile | 1935 |